# باندین
باندین (به انگلیسی: Boundin') یک فیلم کوتاه انیمیشنی که در سال ۲۰۰۳ پیش از اکران شگفت انگیزان در سینما منتشر شد. این انیمیشن یک فیلم موزیکال دربارهٔ گوسفندی در حال رقص است که پس از بریدن، اعتماد به نفس خود را از دست می‌دهد. ترکیب موسیقی، روایت، نوسیندگی، کارگردانی و اجرای فیلم توسط انیماتورِ پیکسار، باد لاکی انجام شده‌است.